# Isla Socorro
La isla Socorro, anteriormente llamada isla Santo Tomás, es una isla volcánica en el archipiélago de Revillagigedo, que se encuentra al oeste de la costa mexicana. El tamaño es 16.5 por 11.5 km, con un área 132 km². Administrativamente  pertenece al estado mexicano de Colima igual que las demás islas del archipiélago.

## Geografía
La isla es irregularmente rómbica; por el norte termina en cabo Middleton y por el sur en un ángulo formado por el cabo Rule y las bahías de Braithwait y Binner's Cove, entre las cuales hay una pequeña ensenada, que es el punto de más fácil desembarco. Este lugar fue bautizado con el nombre de bahía Vargas Lozano por los expedicionarios de la Universidad de Guadalajara, en honor del comandante de la fragata Papaloapan, a bordo de la cual hicieron el viaje en 1954.
La isla se eleva abruptamente del mar hasta los 1.130 metros, en el volcán Evermann. La erupción más reciente fue en 1993. Otras erupciones recientes han sido en: 1848?, 1896?, 1905, y 1951. Desde su cima puede distinguirse hacia el norte, en un día sin bruma, la  isla San Benedicto (19° 19' de latitud norte y 110° 49' de longitud oeste), distante de allí 32 millas náuticas.

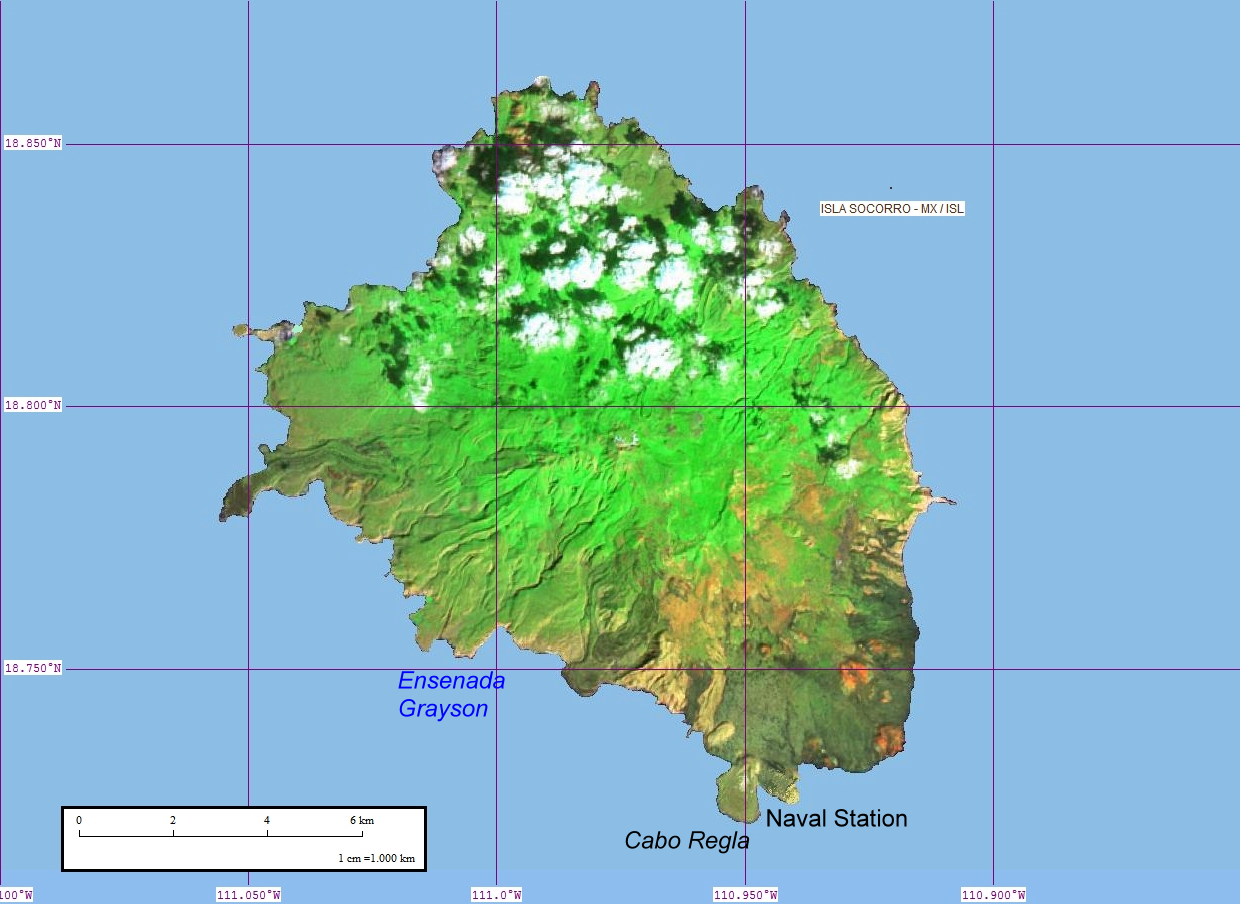
Mapa de la isla.
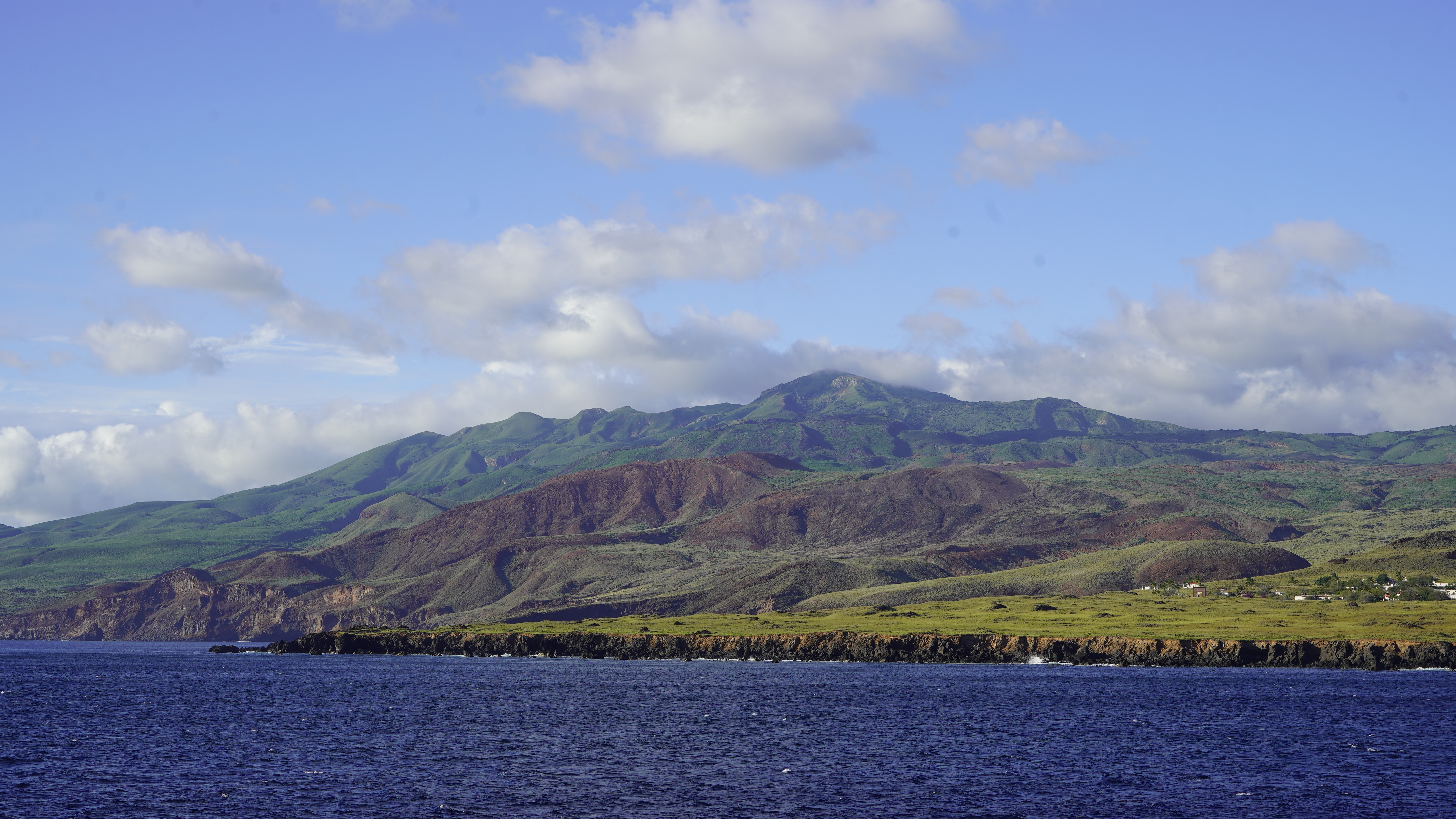
Vista de la isla Socorro desde el mar.

## Historia
No existe evidencia de presencia humana en Socorro hasta su descubrimiento por los exploradores españoles. Hernando de Grijalva y su tripulación descubrieron una isla deshabitada en el 21 de diciembre de 1533 y la llamaron "isla de Santo Tomé". En 1542, Ruy López de Villalobos, mientras exploraba nuevas rutas en el pacífico, redescubrió la de "Inocentes" y le cambió el nombre por la de "Anublada". En 1608, Martín Yáñez de Armida, a cargo de otra expedición, visitó Santo Tomé y la renombró como isla del Socorro.
A principios del siglo XX, Barton Warren Evermann, director de la Academia de Ciencias en San Francisco, California, promovió la exploración científica de la isla. Las colecciones biológicas más completas fueron obtenidas durante esta época. El volcán en Socorro fue bautizado en su honor.

## Población
En abril de 1954 la Universidad de Guadalajara, con el apoyo de la Armada de México, llevó a cabo una expedición encabezada por el capitán de corbeta Jorge Vargas Lozano, al mando de la fragata Papaloapan, con la misión de colonizar la isla Socorro, y se estableció una estación naval. Fue el 19 de enero de 1957, cuando las autoridades de la Secretaría de Marina enviaron el primer destacamento naval que comenzaría con la colonización, junto con material de construcción, una estación transmisora, equipo meteorológico, antenas, postes, máquinas para fabricar tabiques, vidrios, pintura, herramientas para perforar pozos, tanques de almacenamiento, material quirúrgico, entre otros artículos necesarios para instalarse en la isla y establecer una estación militar naval permanente, a la que se le denominó Sector Naval de Revillagigedo.
Actualmente cuenta con capacidad para 235 personas (marinos), pero la cifra se modifica dependiendo de la temporada, asentada en una villa, en las proximidades de la bahía Vargas Lozano, a unos 800 m al este de cabo Regla, el punto más meridional de la isla. Hay un manantial de agua dulce a 5 km al noroeste de la villa, en Caleta Grayson.

## Infraestructura
La isla cuenta con instalaciones pertenecientes al Sector Naval de Isla Socorro de la Secretaría de Marina de México.

### Servicios de Salud
Cuenta con un Sanatorio Naval.

### Comunicaciones
Estación de Radio con transmisores VHF y HF, helipuerto y la Estación Aeronaval de Isla Socorro de 1.240 m, además de una repetidora  de TDT de Las Estrellas a través del canal 21 UHF.

### Servicios
Talleres de carpintería y albañilería, planta de energía eléctrica y potabilizadora de agua.

### Unidades Marinas de la Naval
Cuenta con una patrulla Interceptora y embarcaciones rápidas con motores fuera de borda utilizadas para la vigilancia en las inmediaciones de la isla.

### Unidades Terrestres de la Naval
Vehículos tipo Jeep, Gama Goat, Volteo, Estacas, Tracker y Pick Up.

## Valores naturales
Como sucede con muchas islas oceánicas, Socorro cuenta con un elevado número de endemismos, tanto de fauna como de flora. La introducción de gatos y de ovejas en la isla las ha llevado al borde de la extinción.